# Clots de la Barquera
Els Clots de la Barquera o, també anomenats Les Terres, es troben al terme municipal de La Secuita, ben a prop del límit amb Vallmoll. Ocupen una superfície de 4,6 hectàrees dividides en zones de vegetació psammófila (canyissar), zones parcialment inundades i aigües lliures.
Sembla que, antigament, en aquesta zona ja hi existien uns aiguamolls, però aquests varen ser "sanejats" (dessecats) per a lluitar contra el paludisme. L'espai experimentà un canvi important als anys 1960 quan es van començar a extreure terra de terrenys comprats a la partida de la Barquera per tal de construir la presa del Catllar. Va ser en aquest moment quan es varen tornar a recuperar, de forma totalment casual i involuntària, una part dels antics aiguamolls. Al segle xxi, amb una menor sobreexplotació de la capa freàtica del Camp de Tarragona, s'ha anat recuperant encara més i de mica en mica el nivell freàtic, millorant, de retruc, les condicions dels aiguamolls dels Clots.
La major part de la superfície, on la fondària és d'uns 1,5 m, l'espai es troba cobert de vegetació psammòfila, és a dir, canyissars amb clara predominança de canyís (Phragmites communis) i boga (Typha latifolia). En zones de profunditats superiors, la vegetació que aconsegueix superar la superfície de l'aigua sols és l'arbòria. En aquest estrat arbori, hi destaquen molt especialment els tamarius (Tamarix africana) dels quals n'hi ha exemplars de talla respectable. Pel que fa a la fauna, els ocells tenen un importància notable a l'espai, on es poden trobar tant aus que hi nidifiquen com aus migradores que troben als Clots de la Barquera una zona de descans. En primer lloc ressalta molt especialment la reproducció del martinet menut (Ixobrychus minutus) la nidificació del qual només ha estat detectada a el Delta de l'Ebre, els aiguamolls de l'Empordà, el Delta del Llobregat i tres localitats més, aïllades i apartades d'aquestes. També s'ha identificat la nidificació del cabusset (Tachybaptus ruficollis), l'ànec coll-verd (Anas platyrhynchos) i la polla d'aigua (Gallinula chloropus) que és possiblement la més abundant com a niadora de totes les espècies aquàtiques. També hi crien a les Terres ocells que no són específicament d'aiguamoll, però que cerquen a la zona la tranquil·litat i l'abundància d'insectes. Els ocells hivernals també són molt abundants i variats. Els ardèids, com ara el bernat pescaire (Ardea cinerea), el martinet blanc (Egretta garzetta) i l'esplugabous (Bubulcus ibis) sembla que volen hivernar a la zona humida però la presència constant de caçadors al llarg de la temporada els ho impedeix, esdevenint, aleshores, simples migrants. El mateix passa amb molts limícoles, com la xivita (Tringa ochropus) i el territ variant (Calidris alpina).
Cal no oblidar però la presència de diverses espècies de vertebrats com peixos, amfibis i rèptils, que ens assenyalen clarament que aquesta zona té una gran importància i continuïtat al llarg dels anys. S'hi ha detectat la presència de gambúsia (Gambussia affinis), que es suposa ha estat introduïda; diferents amfibis, entre els quals destaquen granotes (Rana perezi), la reineta (Hyla meridionalis) gripaus (Bufo bufo) i tòtils (Alytes obstetricans); i rèptils, on destaca la presència de la tortuga de rierol (Mauremys leprosa).
Així doncs, els Clots de la Barquera esdevenen una de les zones humides més importants al bell mig de la plana de secà del Camp de Tarragona. No obstant, cal destacar alguns aspectes que afecten de forma negativa l'espai. D'una banda els abocaments de runa i brossa diversa en diferents punts que converteixen l'espai en un veritable abocador. D'altra banda també cal destacar la pressió cinegètica que experimenten els ocells que freqüenten l'espai i, per acabar, mencionar la inestabilitat dels marges dels clots (totalment verticals) que van cedint i reduint l'espai dels terrenys agrícoles contigus.